# Tonnante
La Tonnante fu una batteria galleggiante classe Dévastation, in servizio con la Marine nationale dal 1855 al 1871.

## Servizio
Costruita nei cantieri navali di Brest, fu varata nel marzo 1855. In giugno fu armata nei cantieri di Rochefort. Assieme alle sorelle Lave e  Dévastation fu inviata nel Mar Nero per assistere la flotta in legno francese impegnata nella guerra di Crimea. A causa delle forti limitazioni all'apparato propulsivo tipiche delle batterie galleggianti, la Tonnante non sarebbe riuscita ad affrontare il viaggio. Da Brest fu quindi rimorchiata dalla Darien fino alla baia di Kamiesch, a sud di Sebastopoli. Il 17 ottobre la Tonnante, la Lave e la Dévastation attaccarono Kinburn, radendo al suolo le difese terrestri russe. Nel 1856 torna a Tolone. 
Nel 1859, sempre assieme alla Lave e alla Dévastation, viene trasferita nel Mar Adriatico, dove svolge alcune operazioni nel corso della seconda guerra d'indipendenza italiana. 
Fu radiata nel 1871.